# Bilwad (K), Afzalpur
Bilwad (K) là một làng thuộc tehsil Afzalpur, huyện Gulbarga, bang Karnataka, Ấn Độ.